# 동경 25도

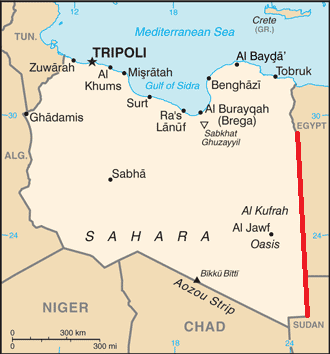
동경 25도는 이집트, 수단 국경과 접하는 리비아의 동부 국경을 이룬다.

동경 25도(東經25度)는 본초 자오선에서 동쪽으로 25도 떨어진 경선이다. 북극점에서 시작하여 북극해, 유럽, 터키, 아프리카, 인도양, 남극해, 남극을 거쳐 남극점에 이른다.
동경 25도는 서경 155도와 이어져 지구의 둘레를 이룬다.
북극점에서 남극점까지 동경 25도선은 다음 지역을 지나간다.
| 좌표                                                  | 나라, 지역, 해역     | 주석 |
| ----------------------------------------------------- | -------------------- | --- |
| 북위 90° 0′ 동경 25° 0′  / 북위 90.000° 동경 25.000°  | 북극해               | |
| 북위 80° 15′ 동경 25° 0′  / 북위 80.250° 동경 25.000° | 노르웨이             | 스발바르 제도의 노르데우스틀란데섬                                                                                   |
| 북위 79° 20′ 동경 25° 0′  / 북위 79.333° 동경 25.000° | 바렌츠해             | |
| 북위 76° 29′ 동경 25° 0′  / 북위 76.483° 동경 25.000° | 노르웨이             | 스발바르 제도의 호펜섬                                                                                               |
| 북위 76° 26′ 동경 25° 0′  / 북위 76.433° 동경 25.000° | 바렌츠해             | |
| 북위 71° 2′ 동경 25° 0′  / 북위 71.033° 동경 25.000°  | 노르웨이             | |
| 북위 68° 37′ 동경 25° 0′  / 북위 68.617° 동경 25.000° | 핀란드               | |
| 북위 65° 38′ 동경 25° 0′  / 북위 65.633° 동경 25.000° | 발트해               | 보트니아만 |
| 북위 65° 3′ 동경 25° 0′  / 북위 65.050° 동경 25.000°  | 핀란드               | 하일루오토섬 |
| 북위 65° 2′ 동경 25° 0′  / 북위 65.033° 동경 25.000°  | 발트해               | 보트니아만 |
| 북위 64° 55′ 동경 25° 0′  / 북위 64.917° 동경 25.000° | 핀란드               | 헬싱키를 지나감 |
| 북위 60° 10′ 동경 25° 0′  / 북위 60.167° 동경 25.000° | 발트해               | 핀란드만 |
| 북위 59° 39′ 동경 25° 0′  / 북위 59.650° 동경 25.000° | 에스토니아           | 프랑리섬 |
| 북위 59° 37′ 동경 25° 0′  / 북위 59.617° 동경 25.000° | 발트해               | 핀란드만 |
| 북위 59° 29′ 동경 25° 0′  / 북위 59.483° 동경 25.000° | 에스토니아           | 탈린의 동부를 지나감                                                                                                 |
| 북위 58° 0′ 동경 25° 0′  / 북위 58.000° 동경 25.000°  | 라트비아             | |
| 북위 56° 18′ 동경 25° 0′  / 북위 56.300° 동경 25.000° | 리투아니아           | |
| 북위 54° 9′ 동경 25° 0′  / 북위 54.150° 동경 25.000°  | 벨라루스             | |
| 북위 51° 55′ 동경 25° 0′  / 북위 51.917° 동경 25.000° | 우크라이나           | |
| 북위 47° 44′ 동경 25° 0′  / 북위 47.733° 동경 25.000° | 루마니아             | |
| 북위 43° 44′ 동경 25° 0′  / 북위 43.733° 동경 25.000° | 불가리아             | |
| 북위 41° 23′ 동경 25° 0′  / 북위 41.383° 동경 25.000° | 그리스               | |
| 북위 40° 57′ 동경 25° 0′  / 북위 40.950° 동경 25.000° | 지중해               | 에게해 - 그리스 렘노스섬의 서부 해역을 지나감                                                                        |
| 북위 39° 33′ 동경 25° 0′  / 북위 39.550° 동경 25.000° | 그리스               | 아이오스에프스트라티오스섬                                                                                           |
| 북위 39° 29′ 동경 25° 0′  / 북위 39.483° 동경 25.000° | 지중해               | 에게해 |
| 북위 37° 46′ 동경 25° 0′  / 북위 37.767° 동경 25.000° | 그리스               | 안드로스섬의 가장 동쪽의 지점을 지나감                                                                               |
| 북위 37° 46′ 동경 25° 0′  / 북위 37.767° 동경 25.000° | 지중해               | 에게해 |
| 북위 37° 40′ 동경 25° 0′  / 북위 37.667° 동경 25.000° | 그리스               | 티노스섬 |
| 북위 37° 38′ 동경 25° 0′  / 북위 37.633° 동경 25.000° | 지중해               | 에게해 - 그리스 시로스섬의 동부 해역을 지나감                                                                        |
| 북위 36° 59′ 동경 25° 0′  / 북위 36.983° 동경 25.000° | 그리스               | 데스포티코섬 |
| 북위 36° 57′ 동경 25° 0′  / 북위 36.950° 동경 25.000° | 지중해               | 에게해 그리스의 폴레간드로스섬과 시키노스섬 사이를 지나감                                                            |
| 북위 36° 36′ 동경 25° 0′  / 북위 36.600° 동경 25.000° | 지중해               | 크레타만 |
| 북위 35° 25′ 동경 25° 0′  / 북위 35.417° 동경 25.000° | 그리스               | 크레타섬 |
| 북위 34° 56′ 동경 25° 0′  / 북위 34.933° 동경 25.000° | 지중해               | |
| 북위 31° 57′ 동경 25° 0′  / 북위 31.950° 동경 25.000° | 리비아               | |
| 북위 31° 30′ 동경 25° 0′  / 북위 31.500° 동경 25.000° | 이집트               | |
| 북위 30° 50′ 동경 25° 0′  / 북위 30.833° 동경 25.000° | 리비아               | 12km 정도 |
| 북위 30° 44′ 동경 25° 0′  / 북위 30.733° 동경 25.000° | 이집트               | |
| 북위 29° 15′ 동경 25° 0′  / 북위 29.250° 동경 25.000° | 리비아 - 이집트 국경 | |
| 북위 22° 0′ 동경 25° 0′  / 북위 22.000° 동경 25.000°  | 리비아 - 수단 국경   | |
| 북위 20° 0′ 동경 25° 0′  / 북위 20.000° 동경 25.000°  | 수단                 | |
| 북위 9° 58′ 동경 25° 0′  / 북위 9.967° 동경 25.000°   | 남수단               | |
| 북위 7° 58′ 동경 25° 0′  / 북위 7.967° 동경 25.000°   | 중앙아프리카 공화국  | |
| 북위 5° 0′ 동경 25° 0′  / 북위 5.000° 동경 25.000°    | 콩고 민주 공화국     | |
| 남위 11° 15′ 동경 25° 0′  / 남위 11.250° 동경 25.000° | 잠비아               | |
| 남위 17° 36′ 동경 25° 0′  / 남위 17.600° 동경 25.000° | 나미비아             | 카프리비 |
| 남위 17° 43′ 동경 25° 0′  / 남위 17.717° 동경 25.000° | 보츠와나             | 마카디카디 염호를 통과함                                                                                             |
| 남위 25° 45′ 동경 25° 0′  / 남위 25.750° 동경 25.000° | 남아프리카 공화국    | 노스웨스트주 노던케이프주 - 8km 정도 노스웨스트주 노던케이프주 - 8km 정도 프리스테이트주 노던케이프주 이스턴케이프주 |
| 남위 33° 59′ 동경 25° 0′  / 남위 33.983° 동경 25.000° | 인도양               | |
| 남위 60° 0′ 동경 25° 0′  / 남위 60.000° 동경 25.000°  | 남극해               | |
| 남위 70° 7′ 동경 25° 0′  / 남위 70.117° 동경 25.000°  | 남극                 | 퀸모드랜드, 노르웨이가 영유권을 주장한다.                                                                            |

## 같이 보기
- 동경 24도
- 동경 26도